# Gouverneurswahl in New York 1792
Die Gouverneurswahl in New York von 1792 fand im April 1792 statt, wobei der Gouverneur und der Vizegouverneur von New York gewählt wurden.

## Kandidaten
Für die Demokratisch-Republikanische Partei trat George Clinton zusammen mit Pierre Van Cortlandt an. Für die Föderalisten trat John Jay mit Stephen Van Rensselaer an.

## Ergebnis
John Jay erhielt mehr Stimmen als George Clinton, jedoch waren wegen Formsachen die Stimmen aus den Countys Otsego, Tioga und Clinton aberkannt und nicht geprüft, was George Clinton eine geringe Mehrheit beim offiziellen Endergebnis gab.
Unter der Verfassung von 1777 waren die Stimmen durch einen gemeinsamen Ausschuss der New York Legislature, sechs Mitglieder von der Assembly und fünf vom Senat, geprüft. Die Wahlstimmenprüfer waren David Gelston, Thomas Tillotson, Melancton Smith, Daniel Graham, Pierre Van Cortlandt, Jr., David McCarty, Jonathan N. Havens, Samuel Jones, Isaac Roosevelt, Leonard Gansevoort und Joshua Sands. Die Staatsverfassung besagt, dass die abgegebenen Stimmen dem geschäftsführenden Beamten (Secretary of State) durch den Sheriff oder seinen Deputy übergeben werden sollen. Die Stimmzettel von Otsego County wurden durch Sheriff Smith übergeben, allerdings war dessen Amtszeit schon abgelaufen und er bekleidete das Amt nur bis zu der Ernennung eines Nachfolgers. Die Wahlurne aus Clinton County wurde durch eine Person ohne Deputation übergeben, der die Urne vom dortigen Sheriff erhielt. Die Wahlurne von Tioga County wurde durch einen Clerk des Special Deputy übergeben, der vom Sheriff ernannt wurde.
Der prüfende Ausschuss war unterschiedlicher Meinung, ob diese Stimmzettel zählen sollten oder nicht. Diese Frage wurde zwecks Schlichtung an die US-Senatoren von New York, Föderalist Rufus King und Republikaner Aaron Burr, verwiesen. King war der Meinung, dass alle Wählerstimmen berücksichtigt werden sollten, wohingegen Burr der Auffassung war, dass nur die Stimmzettel von Clinton County zugelassen werden sollten. Daraufhin verwarf eine Mehrheit im prüfenden Ausschuss (Gelston, Tillotson, Smith, Graham, Van Cortlandt, McCarty, Havens) die Stimmzettel von allen drei Countys und erklärte George Clinton ordnungsgemäß zum gewählten Gouverneur mit einer Mehrheit von 108 Stimmen.
Die Minderheit (Jones, Roosevelt, Gansevoort, Sands) protestierte schriftlich. In Otsego County hatte John Jay eine Mehrheit um die 400 Stimmen und zieht man die geringen Stimmenmehrheiten von Clinton in Tioga und Clinton Countys ab, hätte Jay die Wahl gewonnen. Clinton wurde durch die Föderalisten der Usurpation beschuldigt und der prüfende Ausschuss hätte einen parteilichen Entschluss gegen die Wünsche der Wählerschaft gemacht.
| Bild   | Kandidat       | Partei                              | Stimmen | Stimmen  |
| Bild   | Kandidat       | Partei                              | Anzahl  | Prozent  |
| ------ | -------------- | ----------------------------------- | ------- | -------- |
|        | George Clinton | Demokratisch-Republikanische Partei | 8.440   | 50,32 %  |
|        | John Jay       | Föderalist                          | 8.332   | 49,68 %  |
| Gesamt | Gesamt         | Gesamt                              | 16.772  | 100,00 % |